# Vinzenz Inderka
Vinzenz Inderka (2. ledna 1855 Jihlava – 10. července 1934 Jihlava) byl rakouský lékárník a politik německé národnosti z Moravy, poslanec Moravského zemského sněmu a starosta Jihlavy.

## Biografie
Pocházel z rodu brněnských a vyškovských měšťanů. Jeho otec se do Jihlavy přistěhoval roku 1847 a patřil mezi vlivné měšťany. Synovi odkázal lékárnu U Bílého anděla. Vinzenz Inderka lékárnu převzal po dokončení studia farmacie na Vídeňské univerzitě. Předtím studoval na gymnáziu v Jihlavě. Roku 1869 už nastoupil do otcovy lékárny na praxi, ale následně odešel do Opavy a pak na studia do Vídně. Roku 1913 lékárnu předal synovi Richardovi. Byl veřejně a politicky činný. Patřil mezi německé liberály. Od roku 1883 byl členem městského výboru (tehdy jako nejmladší jeho člen), od roku 1885 radním a od roku 1887 náměstkem starosty Friedricha Popelaka, kterého pak po jeho smrti roku 1904 sám vystřídal na postu starosty Jihlavy. Tuto funkci zastával až do roku 1918. Byl posledním etnicky německým voleným starostou Jihlavy. Jako německý národovec čelil trvalé kritice z řad české menšiny v Jihlavě. Češi mu přičítali i podíl na národnostních nepokojích, které se v Jihlavě odehrály po první světové válce. Město Jihlava mu roku 1904 udělilo čestné občanství. Roku 1908 získal Řád železné koruny a roku 1910 pruský Řád červené orlice. Byl mu také udělen Královský hohenzollernský domácí řád (rytířský kříž). V roce 1914 získal vyznamenání za zásluhy o Červený kříž a roku 1917 Válečný kříž za civilní zásluhy. Byl též nositelem stříbrné medaile farmaceutické společnosti ve Vídni. Angažoval se ve spolkovém životě. Od roku 1887 byl ředitelem (od roku 1913 vrchním ředitelem) městské spořitelny. Působil coby předseda Muzejního spolku, člen Německého spolku a Německého domu. Od roku 1897 zasedal v Zemském svazu turnerů a hasičů.
Zapojil se i do vysoké politiky. V zemských volbách roku 1913 byl zvolen na Moravský zemský sněm, kde zastupoval kurii městskou, německý obvod Jihlava. Patřil k německým liberálům (tzv. Ústavní strana, později Německá pokroková strana).
Zemřel v červenci 1934. Český tisk ho v nekrologu označil za představitele výbojného německého nacionalismu, germanisátora a fanatického, nesmiřitelného odpůrce všeho českého v bývalé monarchii.